# The Japan Times
O The Japan Times é um jornal anglófono publicado no Japão pela The Japan Times, Ltd. (株式会社 ジャパン タイムズ, Kabushiki gaisha Japan Taimuzu), subsidiária da Nifco, uma das principais fabricantes de parafusos plásticos para as indústrias automotiva e de decoração domiciliar. Está sediada no Edifício Japan Times Nifco (ジャパンタイムズ・ニフコビル, Japan Taimuzu Nifuko Biru), situado em Shibaura, Minato, Tóquio.

## História

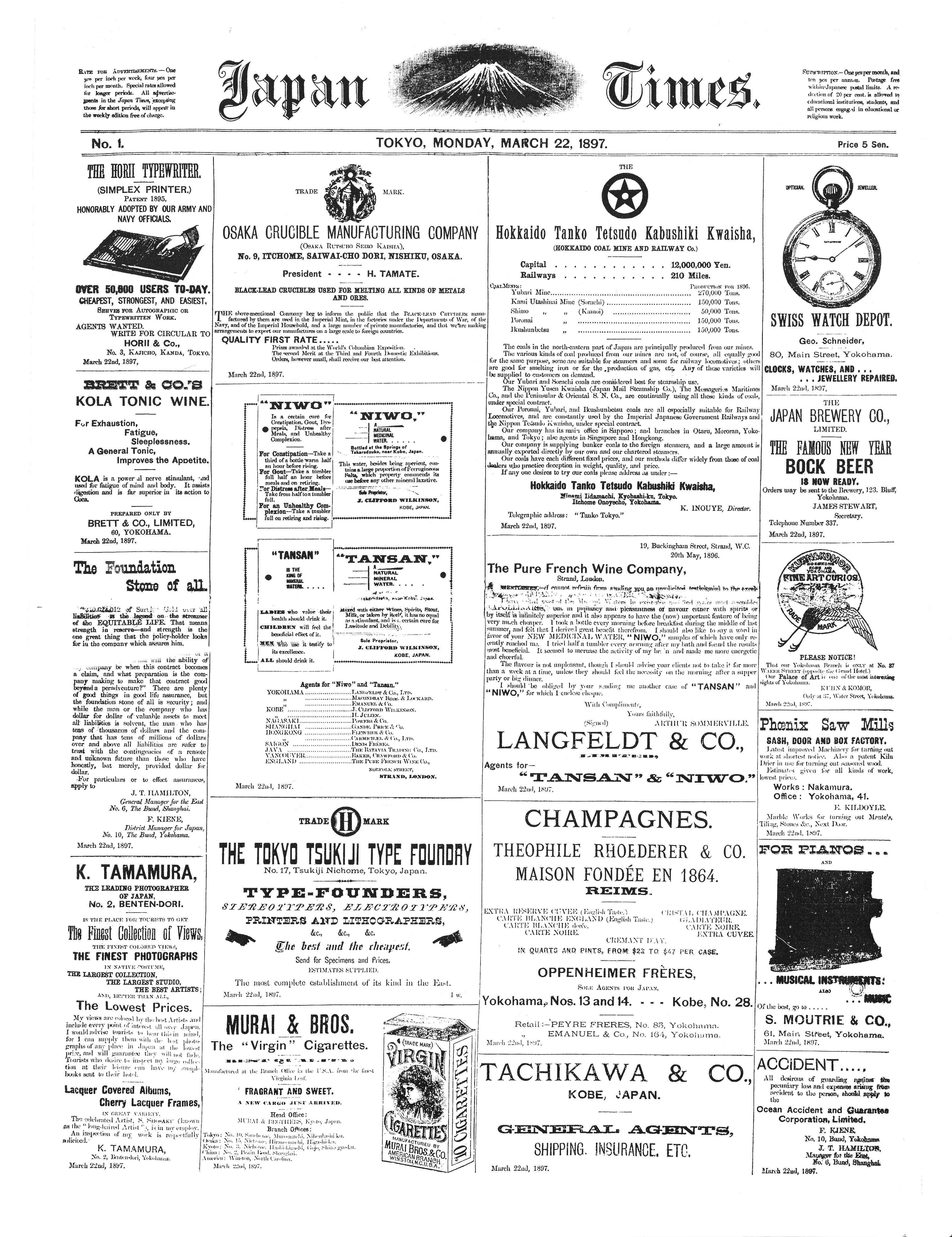
Primeira página da primeira edição do jornal The Japan Times, 22 de março de 1897

O jornal The Japan Times foi lançado por Motosada Zumoto em 22 de março de 1897 com o propósito de dar aos japoneses a oportunidade de ler e discutir notícias e acontecimentos atuais em inglês e ajudar o Japão a participar da comunidade internacional de forma mais integral. O jornal foi renomeado sucessivamente para The Japan Times and Mail (1918–1940) após sua união com o The Japan Mail, para The Japan Times and Advertiser (1940–1943) depois da união com o The Japan Advertiser, e depois para Nippon Times (1943–1956) antes de reverter ao nome The Japan Times em 1956.
Inicialmente, o jornal era independente de controle governamental, mas a partir de 1931 o governo japonês começou a pressionar os editores do jornal para que aderissem às suas políticas. Em 1933, o Ministro Japonês de Relações Exteriores indicou o ex-Ministro Hitoshi Ashida como editor-chefe. Durante a 2ª Guerra Mundial, o jornal serviu como canal para as propagandas e opiniões editoriais do governo imperial japonês. À época, a circulação do jornal tinha uma tiragem de cerca de 825 mil cópias.
A Nifco, fabricante de parafusos para acessórios automotivos, adquiriu controle do The Japan Times em 1996. O diretor da Nifco, Toshiaki Ogasawara, também é o diretor e publicador do The Japan Times. Sua filha, Yukiko Ogasawara, foi presidente da empresa de 2006 a 2012, quando foi substituída pelo editor Takeharu Tsutsumi.

## Conteúdo

### Impresso
The Japan Times, Inc. publica três periódicos: The Japan Times, um diário no idioma inglês; The Japan Times Weekly, um tabloide semanal no idioma inglês; e Shukan ST, um tablóide semanal voltado aos japoneses que querem aprender o idioma inglês. O conteúdo do diário inclui:
1. Notícias: notícias locais e mundiais; notícias sobre negócios locais e mundiais.
2. Opinião: editoriais, op-eds e cartas ao editor.
3. Destaques: vida e estilo, comunidade, mídia, tecnologia, alimentação, viagem, ambiente, educação, cartuns.
4. Entretenimento: filmes, artes, música, apresentações teatrais, livros, prévias de eventos, listas de festivais.
5. Esportes: notícias locais e internacionais sobre esportes, incluindo cobertura sobre beisebol, futebol, skate, sumô, e patinação artística.

A partir de 16 de outubro de 2013, o The Japan Times passou a ser impresso e vendido juntamente ao International New York Times.

### Na Web
Histórias impressas no The Japan Times são arquivadas online. O jornal contém um fórum de leitores, e, a partir de 2013, o site passou a oferecer uma seção para comentários dos leitores ao final dos artigos. Esta seção foi inclusa após uma completa reforma e reconstrução do site, utilizando técnicas de Web Design Responsivo para garantir desempenho otimizado em todos os dispositivos digitais. O The Japan Times possui presença no Twitter (a partir de 2007), Facebook (2007) e Google+ (2011).

## Contribuintes regulares
- Debito Arudou

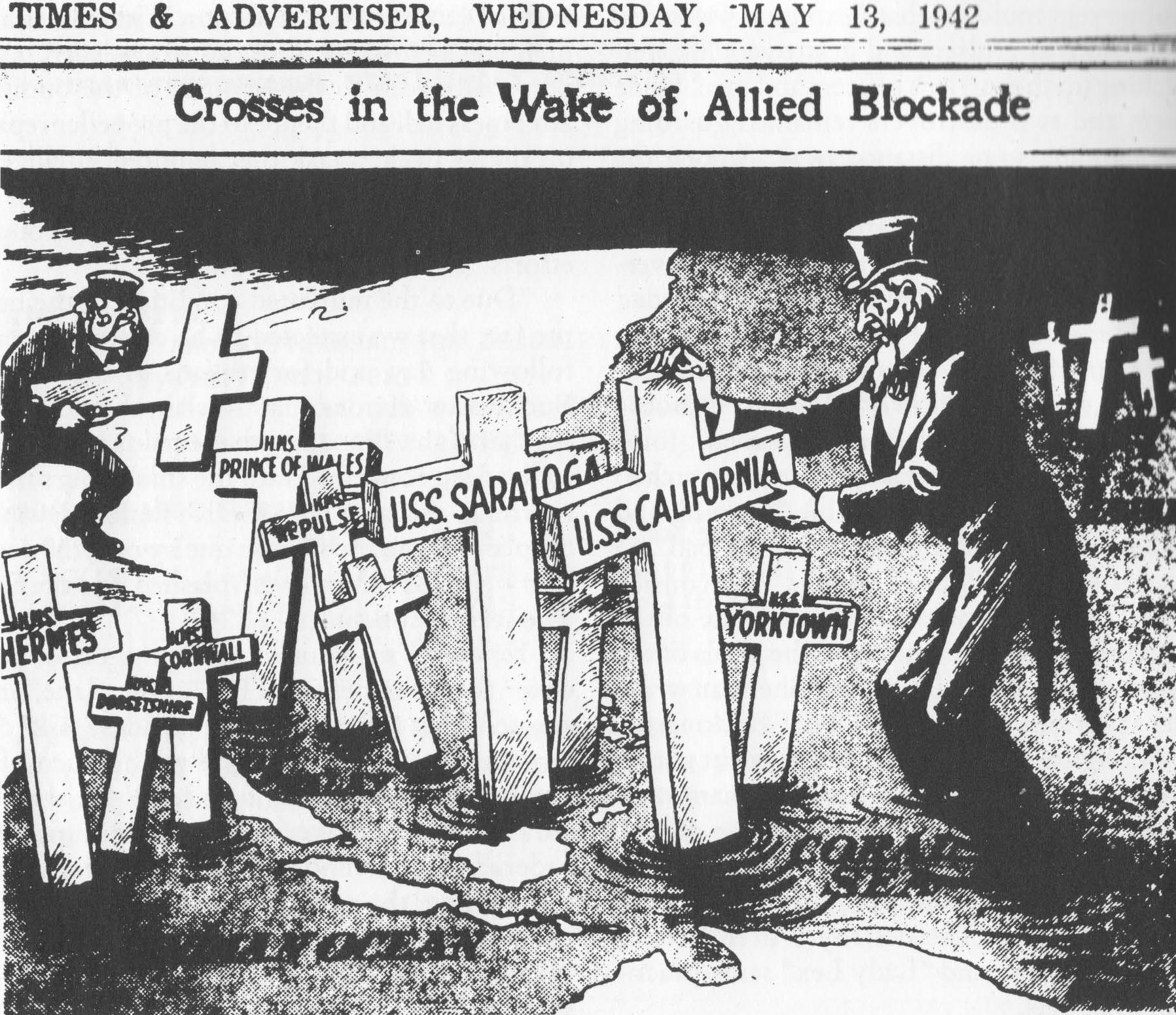
Um cartum editorial de 1942 do The Japan Times exibindo Tio Sam e John Bull instalando crucifixos aos navios aliados que o Japão afundou, ou disse ter afundado, na batalha do Mar de Coral e em demais lugares.

- Philip Brasor (Media Mix), colunista de mídia, jornalismo de música
- Amy Chavez (Japan Lite), colunista
- Gregory Clark, comentarista
- Sir Hugh Cortazzi, comentarista
- David Cozy, crítico literário
- Roger Dahl, cartunista no Opinion Page e Zero Gravity
- Thomas Dillon
- Brad Glosserman, comentarista
- Alice Gordenker (So, What the Heck is That?), colunista
- Giovanni Fazio, crítico cinematográfico
- Wayne Graczyk, jornalista de beisebol
- Michael Hoffmann (Big in Japan), colunista de mídia
- Noriko Hama, colunista de negócios
- Makiko Itoh (Japanese Kitchen), jornalista de alimentos
- Misha Janette (Stylewise), colunista de moda
- Judit Kawaguchi (Words to Live By)
- Matthew Larking, crítico de artes
- C. B. Liddell, crítico de artes
- David McNeill, escritor de destaques
- Hifumi Okunuki, especialista em leis trabalhistas
- Dreux Richard, repórter e investigador de imigrações
- Mark Schilling, crítico cinematográfico
- Mark Schreiber, colunista de mídia, crítico literário
- Kaori Shoji, crítico cinematográfico
- Steve McClure, crítico de música
- Jean Snow (On Design), colunista de design
- Robbie Swinnerton (Tokyo Food File), jornalista de alimentos
- Peter Vecsey, colunista esportivo

## Contribuintes passados
- Monty DiPietro, crítico de artes
- John Gauntner (Nihonshu)
- Don Maloney
- Donald Richie, crítico literário e cinematográfico
- Edward Seidensticker
- Robert Yellin (Ceramic Scene)
- Jean Pearce (Community)

## Sindicatos
A equipe de editores do The Japan Times é representada por dois sindicatos, um deles sendo o Tozen.

## Outros

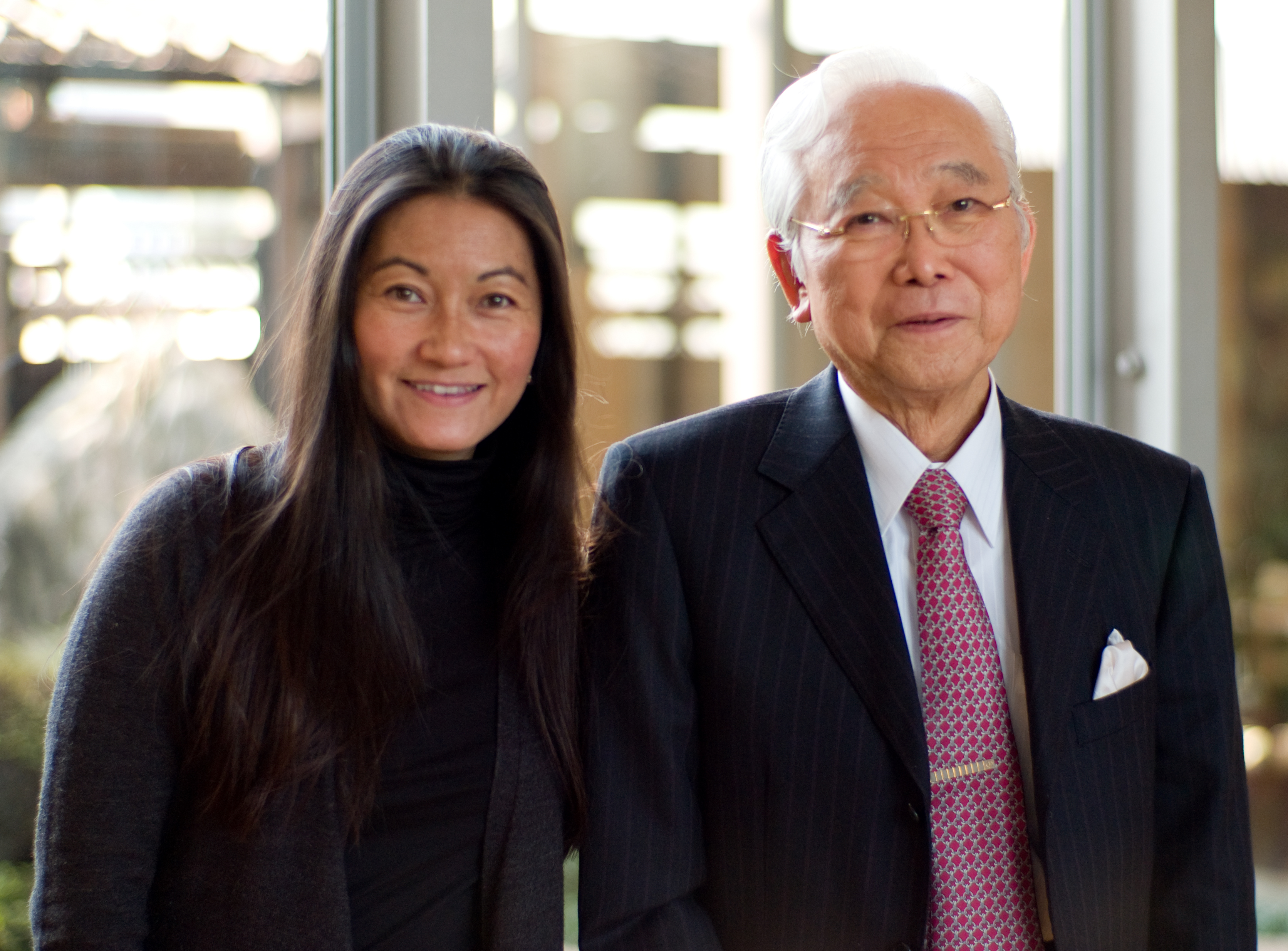
Yukiko Ogasawara (esq.), vice-diretora do The Japan Times, ao lado de seu pai, Toshiaki Ogasawara, publicador e diretor do jornal e da empresa proprietária Nifco. Imagem de novembro de 2007.

- Lema: "All the news without fear or favor" ("Todas as notícias sem medo ou favor"), "The world's window on Japan" ("A janela para o mundo no Japão")
- Diretor: Toshiaki Ogasawara (小笠原 敏晶, Ogasawara Toshiaki)
- Capital: ¥476.437.000
- Áreas: The Japan Times, The Japan Times Weekly, Shukan ST (semanal bilíngue), e livros em inglês e japonês